# Silene pravitziana
Silene pravitziana är en nejlikväxtart som beskrevs av Karl Heinz Rechinger. Silene pravitziana ingår i släktet glimmar, och familjen nejlikväxter. Inga underarter finns listade i Catalogue of Life.